# Карл-Гайнц Ферстер
Карл-Гайнц Гельмут Ферстер (нім. Karlheinz Helmut Förster, нар. 25 липня 1958, Мосбах, ФРН) — німецький футболіст, що грав на позиції захисника, півзахисника.
Чемпіон Німеччини. Дворазовий чемпіон Франції. Володар Кубка Франції. У складі збірної — чемпіон Європи.

## Клубна кар'єра
Вихованець юнацьких команд футбольного клубу «Вальдгоф».
У дорослому футболі дебютував 1977 року виступами за команду клубу «Штутгарт», в якій провів дев'ять сезонів. За цей час виборов титул чемпіона Німеччини.
1986 року перейшов до марсельського «Олімпіка», за який відіграв 4 сезони. За цей час додав до переліку своїх трофеїв два титули чемпіона Франції, ставав володарем Кубка Франції.

## Виступи за збірну
1978 року дебютував в офіційних матчах у складі національної збірної Німеччини. Протягом кар'єри у національній команді, яка тривала 9 років, провів у формі головної команди країни 81 матч, забивши 2 голи.
У складі збірної був учасником чемпіонату Європи 1980 року в Італії, здобувши того року титул континентального чемпіона, чемпіонату світу 1982 року в Іспанії, де разом з командою здобув «срібло», чемпіонату Європи 1984 року у Франції, чемпіонату світу 1986 року у Мексиці, де разом з командою здобув «срібло».

## Титули і досягнення

### Клубні
«Штутгарт»
- Чемпіон Німеччини: 1983-1984

«Олімпік»
- Чемпіон Франції: 1988-1989, 1989-1990
- Володар Кубка Франції: 1988-1989

### Збірна
- Чемпіон Європи: 1980
- Віце-чемпіон світу: 1982, 1986